# Chouto
Chouto é uma povoação portuguesa do Município de Chamusca que foi sede da extinta Freguesia de Chouto, freguesia que tinha 205,34 km² de área e 577 habitantes (2011), e, por isso, uma densidade populacional de 2,8 hab./km².
A Freguesia de Chouto foi extinta em 2013, no âmbito de uma reforma administrativa nacional, tendo sido agregada à Freguesia de Parreira, para formar uma nova freguesia denominada União das Freguesias de Parreira e Chouto com a sede em Parreira.
Chouto esteve integrada no antigo concelho de Ulme, extinto em 24 de Outubro de 1855, tendo passado para o da Chamusca (atual município) nessa data.

## População
| População da freguesia do Chouto | População da freguesia do Chouto | População da freguesia do Chouto | População da freguesia do Chouto | População da freguesia do Chouto | População da freguesia do Chouto | População da freguesia do Chouto | População da freguesia do Chouto | População da freguesia do Chouto | População da freguesia do Chouto | População da freguesia do Chouto | População da freguesia do Chouto | População da freguesia do Chouto | População da freguesia do Chouto | População da freguesia do Chouto |
| -------------------------------- | -------------------------------- | -------------------------------- | -------------------------------- | -------------------------------- | -------------------------------- | -------------------------------- | -------------------------------- | -------------------------------- | -------------------------------- | -------------------------------- | -------------------------------- | -------------------------------- | -------------------------------- | -------------------------------- |
| 1864                             | 1878                             | 1890                             | 1900                             | 1911                             | 1920                             | 1930                             | 1940                             | 1950                             | 1960                             | 1970                             | 1981                             | 1991                             | 2001                             | 2011                             |
| 602                              | 677                              | 768                              | 716                              | 999                              | 976                              | 1 210                            | 1 795                            | 1 791                            | 1 986                            | 1 587                            | 1 127                            | 945                              | 715                              | 577                              |

| Distribuição da População por Grupos Etários | Distribuição da População por Grupos Etários | Distribuição da População por Grupos Etários | Distribuição da População por Grupos Etários | Distribuição da População por Grupos Etários | Distribuição da População por Grupos Etários | Distribuição da População por Grupos Etários | Distribuição da População por Grupos Etários | Distribuição da População por Grupos Etários | Distribuição da População por Grupos Etários |
| -------------------------------------------- | -------------------------------------------- | -------------------------------------------- | -------------------------------------------- | -------------------------------------------- | -------------------------------------------- | -------------------------------------------- | -------------------------------------------- | -------------------------------------------- | -------------------------------------------- |
| Ano                                          | 0-14 Anos                                    | 15-24 Anos                                   | 25-64 Anos                                   | > 65 Anos                                    |                                              | 0-14 Anos                                    | 15-24 Anos                                   | 25-64 Anos                                   | > 65 Anos                                    |
| 2001                                         | 78                                           | 98                                           | 344                                          | 195                                          |                                              | 10,9%                                        | 13,7%                                        | 48,1%                                        | 27,3%                                        |
| 2011                                         | 64                                           | 46                                           | 281                                          | 186                                          |                                              | 11,1%                                        | 8,0%                                         | 48,7%                                        | 32,2%                                        |

Média do País no censo de 2001:  0/14 Anos-16,0%; 15/24 Anos-14,3%; 25/64 Anos-53,4%; 65 e mais Anos-16,4%
Média do País no censo de 2011:   0/14 Anos-14,9%; 15/24 Anos-10,9%; 25/64 Anos-55,2%; 65 e mais Anos-19,0%

### Localidades
A nova Freguesia de Parreira e Chouto engloba as seguintes 12 localidades:
- Parreira
- Salvador
- Moinho de Vale de Flores
- Murta
- Chouto
- Gavião
- Gaviãozinho
- Gorjão
- Marmeleiro
- Marvila
- Pego da Curva
- Tojeiras de Baixo